# Bezirk Karolinenthal
Der Bezirk Karolinenthal (tschechisch Okresní hejtmanství Karlín) war ein Politischer Bezirk im Königreich Böhmen und im Land Böhmen (Země Česká) der Ersten Tschechoslowakischen Republik. Der Bezirk lag nordöstlich von Prag. Sitz der Bezirkshauptmannschaft war die Stadt (ab 1903) Karolinenthal (Karlín). 

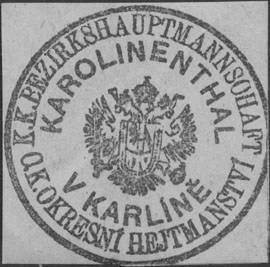
Bezirkshauptmannschaft Karolinenthal – Siegelmarke

## Geschichte
Die politischen Bezirke der Habsburgermonarchie wurden 1868 im Zuge der Trennung der politischen von der judikativen Verwaltung geschaffen.
Der Bezirk Karolinenthal wurde 1868 aus den Gerichtsbezirken Brandeis (tschechisch soudní okres Brandýs), Eule (Jílové) und Karolinenthal (Karlín) gebildet.
1876 wurde die Errichtung des Gerichtsbezirks Königliche Weinberge bestimmt, wofür 16 Gemeinden aus dem Gerichtsbezirk Karolinenthal ausgeschieden wurden. Auf Grund des Standorts des Bezirksgerichts in der Gemeinde Königliche Weinberge II wurde der Gerichtsbezirk ursprünglich auch Gerichtsbezirk Königliche Weinberge II genannt.
Amtswirksam wurde diese Änderung per 1. August 1878, wobei mit diesem Datum auch das neue Bezirksgericht seine Tätigkeit aufnahm.
Die Abspaltung des Gerichtsbezirks Königliche Weinberge fand 1884 auch ihren Niederschlag in der Verwaltung. Per 1. Oktober 1884 bestimmte das Innenministerium per Verordnung die Teilung des Bezirks Karolinenthal, wobei die Gerichtsbezirke Königliche Weinberge und Eule aus dem Bezirk Karolinenthal ausgeschieden und zum Bezirk Königliche Weinberge zusammengeschlossen wurden.
Durch die Abspaltung des Gerichtsbezirks Brandeis an der Elbe und dessen Erhebung zum politischen Bezirk per 1. Oktober 1908 bestand der Bezirk Karolinenthal letztlich nur noch aus dem Gerichtsbezirk Karolinenthal.
Im Bezirk Karolinenthal lebten 1869 121.286 Personen, wobei der Bezirk ein Gebiet von 15,4 Quadratmeilen und 135 Gemeinden umfasste.
1900 beherbergte der Bezirk nach den ersten Gebietsverlusten 93.745 Menschen, die auf einer Fläche von 511,75 km² bzw. in 93 Gemeinden lebten.
Der Bezirk Karolinenthal umfasste 1910 nach der Abspaltung des Gerichtsbezirks Brandeis nur noch eine Fläche von 207,64 km² und beherbergte eine Bevölkerung von 69.184 Personen. Von den Einwohnern hatten 1910 65.169 Tschechisch und 3.538 Deutsch als Umgangssprache angegeben. Weiters lebten im Bezirk 477 Anderssprachige oder Staatsfremde. Zum Bezirk gehörte zuletzt nur noch ein Gerichtsbezirk mit 39 Gemeinden bzw. 48 Katastralgemeinden.
Die Reste der politischen Bezirke Karlín (Karolinenthal) und Smichov (Smichow) wurden mit Ablauf des Mai 1927 aufgelöst und gingen im neugebildeten politischen Bezirk Praha-venkov (Prag-Land) auf.